# Guardia Costera de China
La Guardia Costera de China (CCG; chino: 中国人民武装警察部队海警总队), reconocida coloquialmente como Haijing (海警), es la rama del servicio de seguridad marítima, búsqueda y rescate y aplicación de la ley de la Policía Armada Popular de China. Actualmente es la guardia costera más grande del mundo.

## Galería

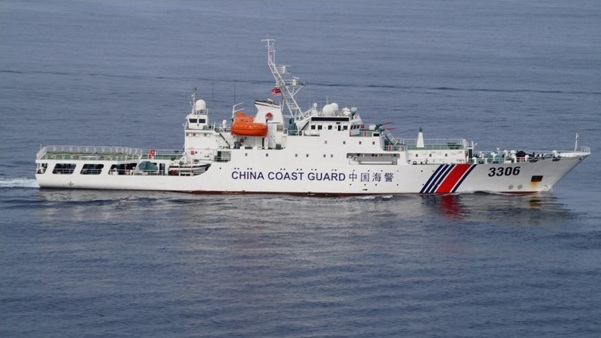
Buque 3306 clase Shucha II de la Guardia Costera de China en 2015.
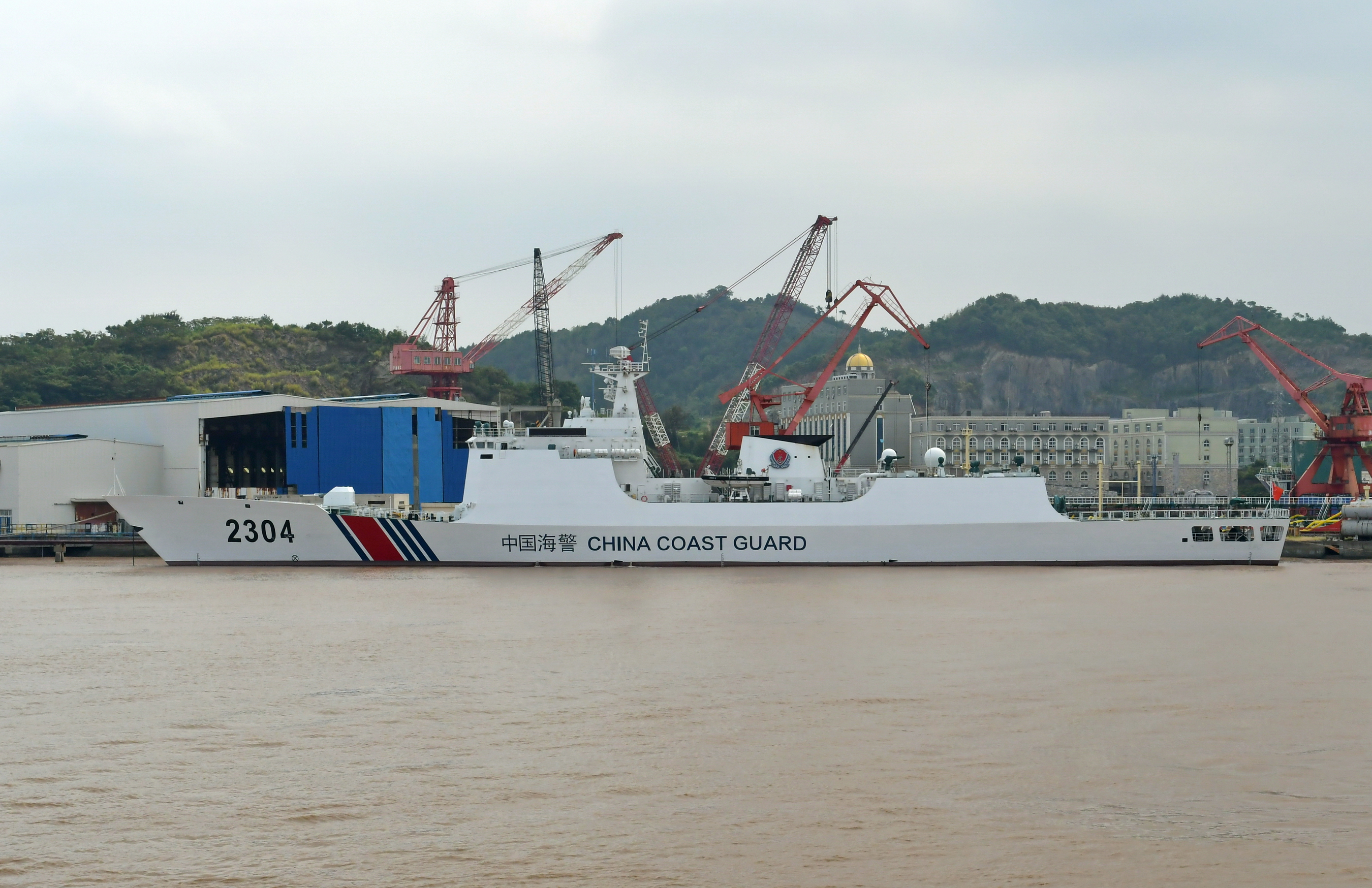
Buque 2304 clase Shucha II de la Guardia Costera de China en 2019.
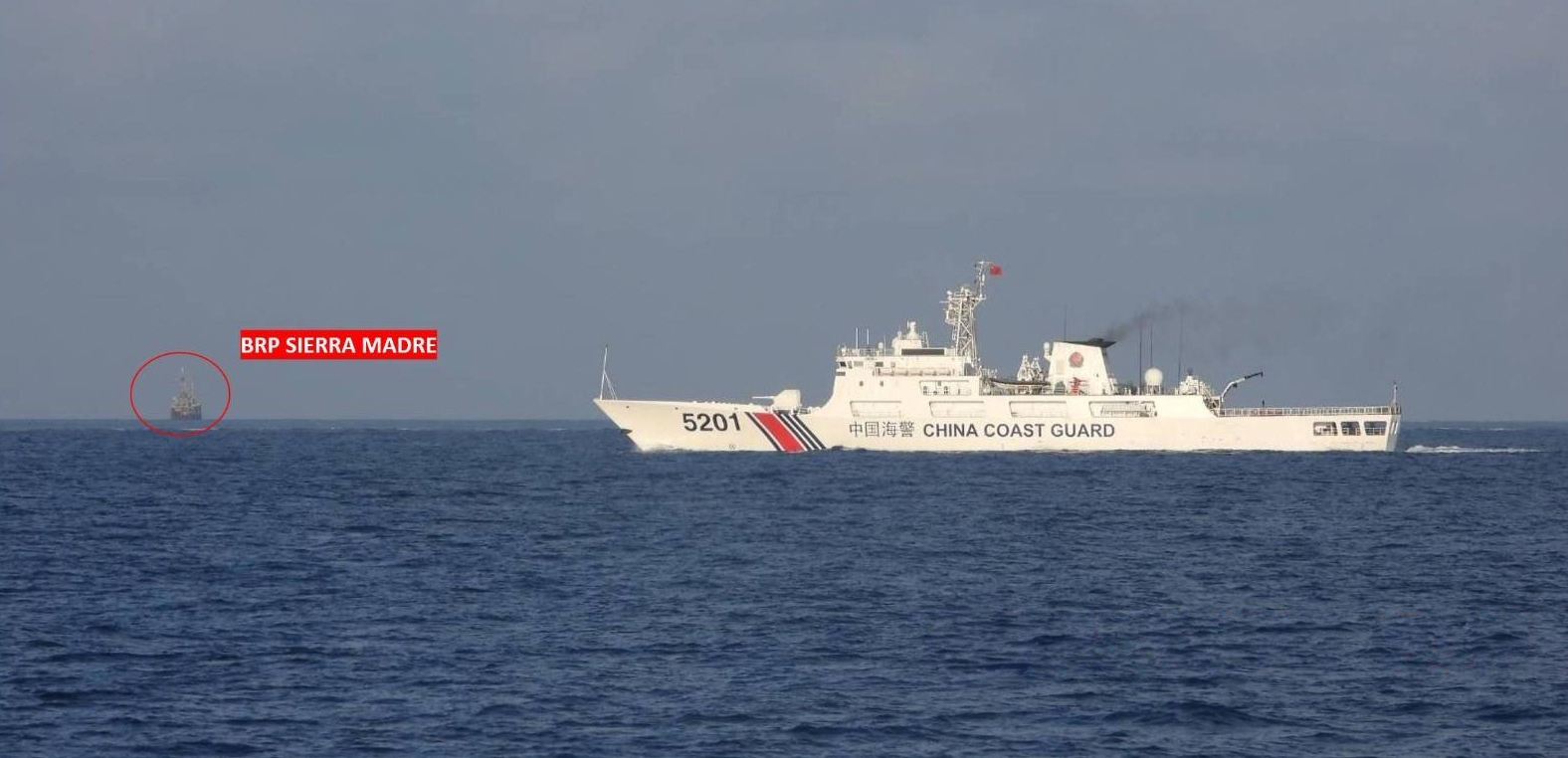
El BRP Sierra Madre en 2023 junto a un buque de la Guardia Costera de China.